# Albrecht von der Gabelentz
Albrecht von der Gabelentz, vollständig Ernst Alexander Hans Conon Albrecht von der Gabelentz, Herr auf Poschwitz (* 9. Oktober 1873 in Dresden; † 21. Mai 1933 auf Schloss Poschwitz bei Altenburg) war ein deutscher adliger Gutsbesitzer und Museumsleiter.

## Leben
Albrecht von der Gabelentz stammte aus der Adelsfamilie Gabelentz mit Sitz auf Schloss Poschwitz. Er war ein Sohn des Sprachwissenschaftlers Georg von der Gabelentz (1840–1893) aus dessen erster Ehe mit Alexandra von Rothkirch und Trach (1854–1925). Sein Halbbruder aus der zweiten Ehe seines Vaters war Hanns-Conon von der Gabelentz (1892–1977), der von 1946 bis 1968 Direktor der Lindenau-Museums in Altenburg war.
Er besuchte das Gymnasium in Dresden und Chemnitz. Anschließend begann er ein Studium an der Universität Heidelberg, das er jedoch nicht abschloss. 1897 trat er in das Karabinier-Regiment (2. Schweres Regiment) der Sächsischen Armee in Borna ein und erlangte dort den Rang eines Rittmeisters. Nach seiner Heirat mit Olga Henriette von Helldorff (1875–1947) im Jahr 1903 nahm er seinen Abschied und lebte als Gutsherr auf Schloss Poschwitz.
Herzog Ernst I. von Sachsen-Altenburg ernannt ihn zum Kammerherrn, dessen Neffe Herzog Ernst II. machte ihn 1912 zum Direktor des Lindenau-Museums. 1909 wurde er Vorsitzender der Geschichts- und Altertumsforschenden Gesellschaft des Osterlandes. Auf seine Initiative hin wurde nach dem Ende der Monarchie aus den Sammlungen des herzoglichen Schlosses Altenburg das Schlossmuseum gegründet, dessen Direktor er 1918 wurde. Diesem gliederte er 1923 als Spezialabteilung ein Spielkartenmuseum an.